# La Conformidad
La Conformidad är en ort i Mexiko.   Den ligger i kommunen Salto de Agua och delstaten Chiapas, i den sydöstra delen av landet, 800 km öster om huvudstaden Mexico City. La Conformidad ligger 83 meter över havet och antalet invånare är 293.
Terrängen runt La Conformidad är kuperad österut, men västerut är den platt. Runt La Conformidad är det ganska glesbefolkat, med 38 invånare per kvadratkilometer. Närmaste större samhälle är Arroyo Palenque, 2,2 km öster om La Conformidad. Trakten runt La Conformidad består till största delen av jordbruksmark.